# Lomatia hecate
Lomatia hecate är en tvåvingeart som beskrevs av Johann Wilhelm Meigen 1830. Lomatia hecate ingår i släktet Lomatia och familjen svävflugor.
Artens utbredningsområde är Italien. Inga underarter finns listade i Catalogue of Life.